# 2012年ロンドンオリンピックのクウェート選手団
2012年ロンドンオリンピックのクウェート選手団（2012ねんロンドンオリンピックのクウェートせんしゅだん）は、2012年7月27日から8月12日にかけてイギリスの首都ロンドンで開催された2012年ロンドンオリンピックのクウェート選手団、およびその競技結果。

## 概要
今大会は銅メダル1個を獲得した。

## 選手団
- 人員: 選手 10人
- 開会式旗手: フェハイド・アル＝ディハニ

## メダル
| メダル | 選手名                     | 競技 | 種目                 | 日付（現地） |
| ------ | -------------------------- | ---- | -------------------- | ------------ |
| 銅     | フェハイド・アル＝ディハニ | 射撃 | 男子クレー・トラップ | 8月6日       |

## 種目別選手・スタッフ名簿及び成績

### 陸上競技
- Fawaz Al-Shammari（男子110m障害）14秒00 予選敗退
- Mohammad Al-Azemi（男子800m）失格 予選敗退
- Ali Al-Zinkawi（男子ハンマー投げ）73.40m 予選敗退

### 射撃
- フェハイド・アル＝ディハニ
  - （男子クレー・トラップ）銅メダル獲得
  - （男子クレー・ダブルトラップ）決勝4位
- アブドゥラ・アル＝ラシディ（男子クレー・スキート）予選敗退
- Talal Al-Rashidi（男子クレー・トラップ）予選敗退
- Maryam Erzouqi（女子ライフル3姿勢、エアライフル）其々予選敗退

### 競泳
- Yousef Al-Askari（男子200mバタフライ）2分5秒41 予選敗退
- Faye Sultan（女子50m自由形）27秒92 予選敗退

### 卓球
- イブラヒム・ハサン（男子シングルス）第1回戦敗退